# Список лидеров регулярного чемпионата женской НБА по блок-шотам

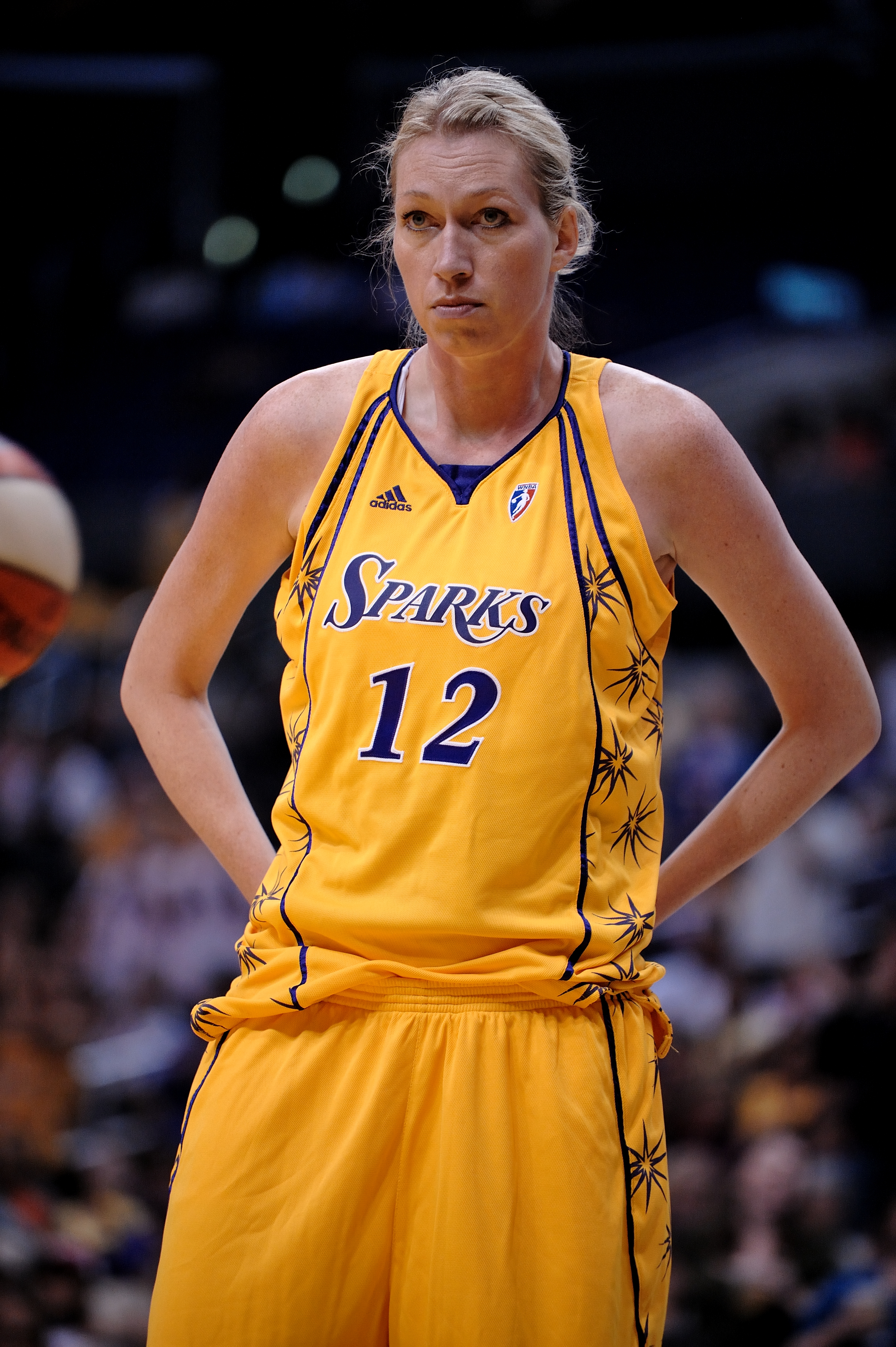
Марго Дыдек 8 раз становилась лидером регулярного чемпионата ВНБА по блок-шотам.

В Женской национальной баскетбольной ассоциации (ВНБА) присуждается титул лидера регулярного чемпионата по блок-шотам игроку, сделавшему наибольшее количество блок-шотов в среднем за игру в течение данного сезона.
В баскетболе «блок-шот» означает ситуацию, когда игрок обороняющейся команды блокирует без нарушения правил бросок противника и характеризует действия баскетболиста в защите. Основными же блокирующими игроками являются игроки передней линии — центровые и тяжёлые форварды, впрочем игроки других позиций, имеющие хороший прыжок и координацию, зачастую становятся лучшими в данном статистическом показателе.
Рекорд по совершённым блок-шотам в отдельно взятом регулярном чемпионате принадлежит Бриттни Грайнер, которая в сезоне 2014 года заблокировала 129 бросков соперника. В сезоне 2015 года Грайнер также установила рекорд по среднему количеству блок-шотов за встречу — 4,04. В сезоне 1998 года Марго Дыдек установила рекорды по общему количеству сделанных блок-шотов и среднему набору за матч для новичков лиги (114 и 3,80 соответственно).
Чаще других победителями данной номинации становились Марго Дыдек и Бриттни Грайнер (по 8 раз), кроме того обе являются игроками, которые выигрывали эту номинацию по шесть и семь раз подряд соответственно, начиная с дебютного сезона в лиге. Четыре раза лучшей блокирующей женской НБА становилась Эйжа Уилсон. Дважды лучшими игроками по блок-шотам становились Лиза Лесли, Кэндис Паркер и Сильвия Фаулз. Лишь две баскетболистки выигрывали данную номинацию и чемпионство ЖНБА в одном и том же сезоне: Бриттни Грайнер в 2014 году в составе команды «Финикс Меркури» и Эйжа Уилсон в 2022 и 2023 годах в составе команды «Лас-Вегас Эйсес». Та же Грайнер является самой молодой баскетболисткой, выигравшей этот титул, получив его в возрасте 22 лет и 332 дней. Действующим победителем данной номинации является форвард «Лас-Вегас Эйсес» Эйжа Уилсон.

## Легенда
| Поз.    | З        | Ф       | Ц         | BPG                           | Прим.      |
| Позиция | Защитник | Форвард | Центровая | Количество блок-шотов за игру | Примечания |

| ^         | Отмечены игроки, выступающие в ВНБА по сей день |
| *         | Избраны в Зал славы баскетбола                  |
| Игрок (X) | Количество титулов                              |

## Лидеры регулярного чемпионата ВНБА по блок-шотам
| Сезон | Игрок                   | Фото | Поз. | Команда                  | Игр сыграно | Всего потерь | Блок-шотов за потерю | Всего блок-шотов | BPG  | Прим.         |
| ----- | ----------------------- | ---- | ---- | ------------------------ | ----------- | ------------ | -------------------- | ---------------- | ---- | ------------- |
| 1997  | Елена Баранова          |      | Ф    | Юта Старз                | 28          | 82           | 0,77                 | 63               | 2,25 | [ 1 ] [ 2 ]   |
| 1998  | Марго Дыдек             |      | Ц    | Юта Старз                | 30          | 108          | 1,06                 | 114              | 3,80 | [ 3 ] [ 4 ]   |
| 1999  | Марго Дыдек (2)         |      | Ц    | Юта Старз                | 32          | 91           | 0,85                 | 77               | 2,41 | [ 3 ] [ 5 ]   |
| 2000  | Марго Дыдек (3)         |      | Ц    | Юта Старз                | 32          | 82           | 1,17                 | 96               | 3,00 | [ 3 ] [ 6 ]   |
| 2001  | Марго Дыдек (4)         |      | Ц    | Юта Старз                | 32          | 90           | 1,26                 | 113              | 3,53 | [ 3 ] [ 7 ]   |
| 2002  | Марго Дыдек (5)         |      | Ц    | Юта Старз                | 30          | 96           | 1,11                 | 107              | 3,57 | [ 3 ] [ 8 ]   |
| 2003  | Марго Дыдек (6)         |      | Ц    | Сан-Антонио Силвер Старз | 34          | 80           | 1,25                 | 100              | 2,94 | [ 3 ] [ 9 ]   |
| 2004  | Лиза Лесли*             |      | Ц    | Лос-Анджелес Спаркс      | 34          | 110          | 0,89                 | 98               | 2,88 | [ 10 ] [ 11 ] |
| 2005  | Мария Степанова[a]      |      | Ц    | Финикс Меркури           | 15          | 22           | 1,73                 | 38               | 2,53 | [ 12 ] [ 13 ] |
| 2006  | Марго Дыдек (7)         |      | Ц    | Коннектикут Сан          | 34          | 50           | 1,70                 | 85               | 2,50 | [ 3 ] [ 14 ]  |
| 2007  | Марго Дыдек (8)         |      | Ц    | Коннектикут Сан          | 32          | 51           | 1,29                 | 66               | 2,06 | [ 3 ] [ 15 ]  |
| 2008  | Лиза Лесли* (2)         |      | Ц    | Лос-Анджелес Спаркс      | 33          | 119          | 0,82                 | 97               | 2,94 | [ 10 ] [ 16 ] |
| 2009  | Кэндис Паркер[b]        |      | Ф/Ц  | Лос-Анджелес Спаркс      | 25          | 55           | 0,96                 | 53               | 2,12 | [ 17 ] [ 18 ] |
| 2010  | Сильвия Фаулз*          |      | Ц    | Чикаго Скай              | 34          | 82           | 1,07                 | 88               | 2,59 | [ 19 ] [ 20 ] |
| 2011  | Сильвия Фаулз* (2)      |      | Ц    | Чикаго Скай              | 34          | 96           | 0,71                 | 68               | 2,00 | [ 19 ] [ 21 ] |
| 2012  | Кэндис Паркер (2)       |      | Ф/Ц  | Лос-Анджелес Спаркс      | 33          | 98           | 0,78                 | 76               | 2,30 | [ 17 ] [ 22 ] |
| 2013  | Бриттни Грайнер^[c]     |      | Ц    | Финикс Меркури           | 27          | 47           | 1,72                 | 81               | 3,00 | [ 23 ] [ 24 ] |
| 2014  | Бриттни Грайнер^ (2)    |      | Ц    | Финикс Меркури           | 34          | 65           | 1,98                 | 129              | 3,79 | [ 23 ] [ 25 ] |
| 2015  | Бриттни Грайнер^ (3)    |      | Ц    | Финикс Меркури           | 26          | 56           | 1,88                 | 105              | 4,04 | [ 23 ] [ 26 ] |
| 2016  | Бриттни Грайнер^ (4)    |      | Ц    | Финикс Меркури           | 34          | 70           | 1,56                 | 109              | 3,21 | [ 23 ] [ 27 ] |
| 2017  | Бриттни Грайнер^ (5)[d] |      | Ц    | Финикс Меркури           | 26          | 64           | 1,02                 | 65               | 2,50 | [ 23 ] [ 28 ] |
| 2018  | Бриттни Грайнер^ (6)    |      | Ц    | Финикс Меркури           | 34          | 80           | 1,09                 | 87               | 2,56 | [ 23 ] [ 29 ] |
| 2019  | Джонквел Джонс^         |      | Ф/Ц  | Коннектикут Сан          | 34          | 66           | 1,03                 | 68               | 2,00 | [ 30 ] [ 31 ] |
| 2019  | Бриттни Грайнер^ (7)    |      | Ц    | Финикс Меркури           | 31          | 76           | 0,82                 | 62               | 2,00 | [ 23 ] [ 31 ] |
| 2020  | Эйжа Уилсон^            |      | Ф/Ц  | Лас-Вегас Эйсес          | 22          | 35           | 1,26                 | 44               | 2,00 | [ 32 ] [ 33 ] |
| 2021  | Бриттни Грайнер^ (8)    |      | Ц    | Финикс Меркури           | 30          | 66           | 0,88                 | 58               | 1,93 | [ 23 ] [ 34 ] |
| 2022  | Эйжа Уилсон^ (2)        |      | Ф/Ц  | Лас-Вегас Эйсес          | 36          | 61           | 1,15                 | 70               | 1,94 | [ 32 ] [ 35 ] |
| 2023  | Эйжа Уилсон^ (3)        |      | Ф/Ц  | Лас-Вегас Эйсес          | 40          | 62           | 1,44                 | 89               | 2,23 | [ 32 ] [ 36 ] |
| 2024  | Эйжа Уилсон^ (4)        |      | Ф/Ц  | Лас-Вегас Эйсес          | 38          | 48           | 2,04                 | 98               | 2,58 | [ 32 ] [ 37 ] |

## Комментарии
- a  В сезоне 2005 года Марго Дыдек, Лиза Лесли, Ванесса Хэйден и Лорен Джексон сделали больше всех блок-шотов (71, 71, 68 и 67 соответственно), однако провели соответственно на 16, 19, 16 и 19 встреч больше, чем Мария Степанова, поэтому по среднему показателю за матч они заняли второе, четвёртое, третье и пятое место, немного отстав от последней (2,29, 2,09, 2,19 и 1,97 против 2,53), а сама Степанова всего лишь замкнула десятку сильнейших по общему количеству заблокированных бросков[13].
- b  В сезоне 2009 года Танжела Смит совершила больше всех блок-шотов (57), однако провела на 9 встреч больше, чем Кэндис Паркер, поэтому по среднему показателю за матч заняла всего лишь третье место, немного отстав от последней (1,68 против 2,12), а второй стала Лорен Джексон (1,73)[18].
- c  15 сентября 2013 года после завершения очередного сезона центровая Бриттни Грайнер в возрасте 22 лет и 332 дней стала самым молодым лучшим блокирующим игроком по итогам сезона в истории ВНБА.
- d  В сезоне 2017 года Сильвия Фаулз и Элизабет Уильямс совершили больше всех блок-шотов (по 67), однако провели на 8 встреч больше, чем Бриттни Грайнер, поэтому по среднему показателю за игру они поделили второе и третье место, немного отстав от последней (1,97 против 2,50)[28].